# فرا مستند
فرامستند نوعی مستند انعکاسی است که در آن روایت مدام از داستان به امرِ واقع تغییر می‌کند، مولف دیوار چهارم را به نوعی جسورانه می‌شکند و گاه حضور آگاهانه خود مستندساز و گروهش در فیلمی که درباره ی مستندش ساخته میشود، به چشم میخورد. فیلم فرامستند بطور کلی کلیشه های رایج سینمای مستند متعارف یا سنتی را که در جهت گیری یک جانبه و قاطع در معرفی واقعیت اصرار میورزد، نفی کرده و واقعیت آنرا به چالش کشیده و حتی آنرا هجو مینماید. در حقیقت با این عمل مستندساز  درصدد است به مخاطب بگوید فیلمی را که بر پرده می بینید یک پدیده ی مصنوع و ساختگیست و دنیای پرده ی فیلم یک دنیای واقعی نیست، بلکه ساخته ی مولف است حتی اگر برچسب مستند را به خود گرفته باشد.

## نمونه های فرا مستند
از نمونه ی اولیه فرامستند میتوان به مستندهای وقایع نگاری یک تابستان(1961) و شکارچیان شیر (1965) از "ژان روش" و از نمونه های خود بیانگر یا همان سلف پرتره [Self _portrait] که در زمره ی فرامستندهای انعکاسی محسوب میشوند میتوان به مستند "مردِ گریزلی" (2015) ساخته ورنر هرتروگ  و "آسیاب بادی" (2009) ساخته ی الکساندر اولچ اشاره کرد.